# 개연꽃
개연꽃은 한국·일본 등지에 분포하는 여러해살이풀로 높이 30cm 정도이다. 뿌리줄기는 비스듬히 누운 모양으로 갯솜질이며, 드문
드문 잎자루를 내어 울퉁불퉁하다. 잎은 뿌리줄기에 붙어 나는데 잎자루가 길고 물 위에 나며 긴 달걀꼴이다. 꽃은 황색으로 8-9월에 피며 뿌리에서 원기둥꼴의 긴 자루가 나와 자루 끝에 한 송이가 피며 꽃의 지름은 5cm이다. 씨방은 넓은 달걀꼴로, 여러 개로 나뉜 불완전한 홀씨로 되어 있으며 암술머리는 쟁반 모양으로 뭉툭한 톱니가 있다. 열매는 삭과로서 둥근달걀꼴이고 녹색이며 물 속에서 익는다.

## 참고 문헌
- 이 문서에는 다음커뮤니케이션(현 카카오)에서 GFDL 또는 CC-SA 라이선스로 배포한 글로벌 세계대백과사전의 내용을 기초로 작성된 글이 포함되어 있습니다.